# محوطه گورستانی جارمت
محوطه گورستانی جارمت مربوط به هزاره اول قبل از میلاد است و در شهرستان تنکابن، دهستان گلیجان، روستای لاکتراشان واقع شده و این اثر در تاریخ ۱۸ اردیبهشت ۱۳۸۰ با شمارهٔ ثبت ۳۷۸۰ به‌عنوان یکی از آثار ملی ایران به ثبت رسیده است.